# واریل بگ
واریل بگ (انگلیسی: Varyl Begg; ۱ اکتبر ۱۹۰۸ – ۱۳ ژوئیهٔ ۱۹۹۵) افسر نیروی دریایی پادشاهی بریتانیا بود. او در جنگ جهانی دوم به عنوان افسر توپخانه در یک رزم‌ناو که در کاروان‌های اقیانوس اطلس شمالی، لشکرکشی نروژ و اشغال ایسلند شرکت داشت، جنگید و سپس به عنوان افسر توپخانه در یک ناو جنگی که در ناوگان مدیترانه در طول نبرد کیپ ماتاپان فعالیت می‌کرد، جنگید. پس از آن، او در طول جنگ کره فرماندهی یک ناوشکن را بر عهده داشت و در طول رویارویی اندونزی و مالزی، فرمانده ستاد فرماندهی خاور دور بود. او در اواخر دهه ۱۹۶۰، لرد اول دریا و رئیس ستاد نیروی دریایی بود. در این سمت، او به شدت با برنامه‌های معرفی ناوهای هواپیمابر بزرگ جدید مخالفت کرد و در عوض توانست دولت بریتانیا را متقاعد کند که طرح سه رزم‌ناو کوچک «عرشه رو» را توسعه دهد.